# Колгосп тварин (фільм, 2025)
«Колгосп тварин» (англ. Animal Farm) — американський анімаційний пригодницький комедійний фільм 2025 року, спродюсований і знятий Енді Серкісом за сценарієм Ніколаса Столлера. У стрічці зіграли Сет Роґен, Ґейтен Матараццо, Вуді Гаррельсон, Стів Бушемі, Ґленн Клоуз та Кіран Калкін. Це третя екранізація однойменної повісті Джорджа Орвелла після анімаційного фільму 1954 року та художнього фільму 1999 року. Сюжет картини лише частково відтворює події повісті, відображаючи сучасні політичні проблеми XXI століття та вводячи нових персонажів, зокрема порося, на ім'я Лакі, що виступає як своєрідний «провідник» для глядачів.
Прем’єра відбулася 9 червня 2025 року на Міжнародному фестивалі анімаційних фільмів в Ансі.

## Акторський склад
- Сет Роґен — Наполеон
- Ґейтен Матараццо — Лакі
- Кіран Калкін — Пищик
- Ґленн Клоуз — Фрейда Пілкінґтон
- Стів Бушемі — містер Вімпер
- Лаверн Кокс — Сніжок
- Вуді Гаррельсон — Боксер
- Джим Парсонс — Карл
- Кетлін Тернер — Бенджамін
- Іман Веллані — Пафф і Теммі
- Енді Серкіс — містер Джонс і старий свин Майор

## Виробництво
У липні 2011 року було оголошено про початок розробки повнометражної екранізації повісті Джорджа Орвелла «Колгосп тварин» (1945), режисером якої мав стати Руперт Ваятт. Ваятт та Енді Серкіс, які раніше співпрацювали над фільмом «Повстання планети мавп», планували виступити співавторами сценарію. У жовтні 2012 року було повідомлено, що режисерське крісло зайняв Серкіс, а сам проєкт розроблявся у форматі HFR-3D. У серпні 2018 року компанія Netflix придбала права на дистрибуцію фільму. Після численних затримок Серкіс знову повернувся до передвиробничого етапу після завершення роботи над картиною «Веном 2: Карнаж» (2021).
У квітні 2022 року було оголошено, що виробництво розпочалося у студії Cinesite, а сценарій написав Ніколас Столлер. Серкіс також виступив продюсером разом з Адамом Нейґлом, Дейвом Розенбаумом і Джонатаном Кевідішем, тоді як Столлер і Ваятт стали виконавчими продюсерами. Від імені студії Cinesite продюсером фільму виступила Конні Нартоніс Томпсон («Франкенвіні»). Проєкт створювався у співпраці компаній Cinesite, Aniventure та The Imaginarium Productions, тоді як Netflix відмовився від прав на дистрибуцію. У березні 2023 року в інтерв’ю виданню Screen Rant Серкіс повідомив, що виробництво триває вже рік і попереду ще приблизно стільки ж часу. У травні 2024 року Deadline Hollywood повідомив, що роботу над «Колгоспом тварин» завершено.
У квітні 2025 року було оголошено склад акторів, серед яких — сам Серкіс, Сет Роґен, Стів Бушемі, Ґленн Клоуз, Іман Веллані та Кіран Калкін.

## Прем'єра
Світова прем'єра фільму «Колгосп тварин» відбулася 9 червня 2025 року на Міжнародному фестивалі анімаційних фільмів в Ансі.

## Сприйняття
Пітер Дебрюж з Variety зазначив: «Актуалізація твору Серкісом у XXI столітті розмиває політичну алегорію Орвелла на користь більш “дружнього до глядача” підходу. У своїй інтерпретації він спирається на зіркові голоси, милі дизайни персонажів та шалену, стрімку динаміку, властиву американській анімації великих студій. Результат виявився не таким відшліфованим, як у стрічок Illumination чи DreamWorks, але, як то кажуть, “достатньо добре для державної роботи”».
Піт Геммонд з видання Deadline написав: «Завдяки сценарію Ніколаса Столлера, що поєднує гумор із лячно проникливими спостереженнями, ця візуально вражаюча анімаційна версія відкрито не намагається бути політичною, проте дивовижним чином відповідає своєму часу й виявляється занадто близькою до дрейфу Америки в бік авторитаризму».